# Forumsoftware
Forumsoftware is software die gebruikt wordt voor discussieforums. Meestal is een forumsoftware een bulletin board system. Met een forumsoftware kan een discussieforum opgezet en onderhouden worden.

## Veelvoorkomende eisen bij forumsoftware
Elke forumsoftware beschikt over de mogelijkheid om gebruikers of bezoekers van het discussieforum discussies – ook wel topics (enkelvoud: topic) of thread genoemd – te starten en om op andere discussies te reageren. Ook bezit elke forumsoftware een functie om bepaalde gebruikers(groepen) berichten te laten bewerken of te verwijden, zodat reacties die niet gewenst zijn of berichten die onnodige informatie bevatten te verwijderen om te bewerken. Om gebruikers(groepen) deze mogelijkheid te geven zit er meestal ook een rechtensysteem inbegrepen bij een forumsoftware, waar eigenaren of gebruikers(groepen) met de hoogste privileges andere gebruikers(groepen) rechten kunnen toekennen of afnemen.

## Rechtenverdeling
De (standaard)rechtenverdeling bij forumsoftware gaat als volgt:
- administrator of beheerder
- moderator
- geregistreerd lid
- gast
- verbannen lid of gast

### Administrator of beheerder
De administrator of beheerder heeft de hoogste permissies op een forum. De eigenaar wordt standaard ingedeeld bij de administratorgebruikersgroep. Administrators kunnen instellingen wijzen, gebruikers(groepen) rechten geven en andere administratieve taken. Een administrator of beheerder is op een forum te herkennen aan een afwijkende kleur van de gebruikersnaam.

### Moderator
Moderators hebben extra permissies dan "gewone" gebruikers. Deze permissies houden meestal in dat ze berichten van andere kunnen wijzigen, discussies kunnen sluiten voor nieuwe reacties en berichten kunnen verwijderen. Meestal zijn moderators ook in staat bepaalde leden of gasten van het forum te verbannen, maar dit is niet bij elke forumsoftware aanwezig of dit is alleen voorbehouden aan administrators.

### Geregistreerd lid
Elke bezoeker die zich op het forum registreert wordt standaard ingedeeld bij geregistreerde gebruikers. Deze hebben geen extra permissies. Ze kunnen reageren in discussies en nieuwe discussies starten. Optioneel kan de administrator het geregistreerde lid ook nog extra permissies toewijzen, maar dat scheelt per forumsoftware.

### Verbannen lid of gast
Het verbannen lid of de verbannen gast is een gebruiker die niet meer welkom is op het forum. Dit is meestal naar aanleiding van berichten die niet getolereerd worden. Zodra dit opgemerkt wordt door de administrator of moderator worden de permissies om te reageren in discussies of nieuwe discussies te starten ingetrokken om verdere ongewenste berichten te voorkomen.

## Bekende forumsoftware
Forumsoftware wordt meestal op het internet gebruikt, omdat dat de snelste manier is om met elkaar te communiceren. Om forumsoftware op het internet te laten draaien, wordt deze in een dynamische programmeertaal geprogrammeerd. De meest gebruikte programmeertaal voor forumsoftware is PHP, omdat veel web servers dit ondersteunen. Als databasestructuur wordt meestal voor MySQL gekozen.
Enkele bekende en veelgebruikte forumsoftwarepakketten zijn:
- phpBB
- Simple Machines Forum
- MyBB

Naast deze gratis forumsoftware bestaan er ook nog betaalde forumsoftware, die bijvoorbeeld extra functies bevatten.